# نوربرت هافمن (بازیکن فوتبال، زاده ۱۹۷۲)
نوربرت هافمن (انگلیسی: Norbert Hofmann؛ زادهٔ ۱ ژانویهٔ ۱۹۷۲) بازیکن فوتبال اهل آلمان است.
از باشگاه‌هایی که در آن بازی کرده‌است می‌توان به باشگاه فوتبال زاربروکن، باشگاه فوتبال بوخوم، و باشگاه فوتبال هوفنهایم اشاره کرد.